# Crni Breg
Breg i Zi en albanais et Crni Breg en serbe latin (en serbe cyrillique : Црни Брег) est une localité du Kosovo située dans la commune/municipalité de Lipjan/Lipljan, district de Pristina (Kosovo) ou district de Kosovo (Serbie). Selon le recensement kosovar de 2011, elle compte 403 habitants.

## Démographie

### Évolution historique de la population dans la localité
| 1948 | 1953 | 1961 | 1971 | 1981 | 1991 | 2011 |
| ---- | ---- | ---- | ---- | ---- | ---- | ---- |
| 193  | 210  | 297  | 383  | 414  | 428  | 403  |

|  |

### Répartition de la population par nationalités (2011)
En 2011, les Albanais représentaient 99,50 % de la population.